# Пархомовецька сільська рада
Пархомове́цька сільська́ ра́да — адміністративно-територіальна одиниця та орган місцевого самоврядування у Хмельницькому районі Хмельницької області. Адміністративний центр — село Пархомівці.

## Загальні відомості
- Територія ради: 33,49 км²
- Населення ради: 951 особа (станом на 2001 рік)

## Населені пункти
Сільській раді підпорядковані населені пункти:
- с. Пархомівці

## Склад ради
Рада складається з 12 депутатів та голови.
- Голова ради: Бойко Анатолій Васильович
- Секретар ради: Шкабура Анатолій Миколайович

### Керівний склад попередніх скликань
| Прізвище, ім'я, по батькові     | Основні відомості                                                 | Дата обрання | Дата звільнення |
| ------------------------------- | ----------------------------------------------------------------- | ------------ | --------------- |
| Бондар Микола Васильович        | Сільський голова, 1955 року народження, безпартійний              | 26.03.2006   | 26.12.2006      |
| Попелюшко Микола Олександро Вич | Сільський голова, 1948 року народження, безпартійний              | 22.04.2007   | 31.10.2010      |
| Попелюшко Микола Олександрович  | Сільський голова, 1948 року народження, освіта вища, безпартійний | 31.10.2010   |                 |

Примітка: таблиця складена за даними сайту Верховної Ради України

### Депутати
За результатами місцевих виборів 2010 року депутатами ради стали:

#### За суб'єктами висування
| Суб'єкт висування | Кількість обраних депутатів | %    |
| ----------------- | --------------------------- | ---- |
| Самовисування     | 6                           | 50   |
| Народна партія    | 4                           | 33,3 |
| Єдиний Центр      | 2                           | 16,7 |

#### За округами
| № округу       | Прізвище, ім'я, по батькові   | Дата визнання обраним | Освіта             | Партійна приналежність | Відомості про обраного депутата                                              |
| -------------- | ----------------------------- | --------------------- | ------------------ | ---------------------- | ---------------------------------------------------------------------------- |
| Єдиний Центр   |                               |                       |                    |                        |                                                                              |
| 2              | Савчук Петро Дмитрович        | 31.10.2010            | середня            | член Єдиного Центру    | Пархомовецька загальноосвітня школа І-ІІІ ст., оператор котельні             |
| 5              | Дзяна Галина Петрівна         | 31.10.2010            | вища               | член Єдиного Центру    | Пархомовецька сільська рада, землевпорядник сільської ради                   |
| Народна Партія |                               |                       |                    |                        |                                                                              |
| 3              | Вергелес Надія Іванівна       | 31.10.2010            | середня            | член Народної партії   | Укрпошта, листоноша с. Пархомівці                                            |
| 7              | Козяр Галина Михайлівна       | 31.10.2010            | вища               | член Народної партії   | Пархомовецька загальноосвітня школа І-ІІІ ст., вчитель зарубіжної літератури |
| 10             | Кметь Ганна Іванівна          | 31.10.2010            | вища               | член Народної партії   | Пархомовецька сільська рада, секретар сільської ради                         |
| 12             | Стаднік Сергій Дмитрович      | 31.10.2010            | вища               | член Народної партії   | Пархомовецька загальноосвітня школа І-ІІІ ст., вчитель інформатики           |
| Самовисування  |                               |                       |                    |                        |                                                                              |
| 1              | Ксенжук Валентина Миколаївна  | 31.10.2010            | середня спеціальна | позапартійна           | Пархомовецьке лісництво, касир                                               |
| 4              | Соловей Олександр Петрович    | 31.10.2010            | середня            | позапартійний          | тимчасово не працює                                                          |
| 6              | Доценко Оксана Михайлівна     | 31.10.2010            | середня спеціальна | позапартійна           | Укрпошта, завідувачка відділення зв'язку с. Пархомівці                       |
| 8              | Грицишин Володимир Васильович | 31.10.2010            | середня спеціальна | позапартійний          | Пархомовецька сільська рада, завідувач клубу                                 |
| 9              | Фарбатюк Володимир Григорович | 31.10.2010            | середня            | позапартійний          | Пархомовецька загальноосвітня школа І-ІІІ ст., оператор котельні             |
| 11             | Бойко Анатолій Васильович     | 31.10.2010            | середня            | позапартійний          | фермерське господарство «Світанок», директор                                 |